# Xã Cosmo, Quận Kearney, Nebraska
Xã Cosmo (tiếng Anh: Cosmo Township) là một xã thuộc quận Kearney, tiểu bang Nebraska, Hoa Kỳ. Năm 2010, dân số của xã này là 85 người.